# Arthur Mace
Arthur Cruttenden Mace (17 juillet 1874 - 6 avril 1928) est un archéologue et égyptologue anglais né en Tasmanie. Il est surtout connu pour son travail pour le New York Metropolitan Museum et en tant que membre de l'équipe de Howard Carter lors des fouilles du Tombeau de Toutânkhamon. Il meurt peu de temps après sans raison apparente, faisant de lui une nouvelle hypothétique victime de la malédiction de Toutânkhamon.

## Biographie

### Jeunesse
Mace est né le 17 juillet 1874 à Glenorchy, près de Hobart en Tasmanie, fils du révérend John Cruttenden Mace et de Mary Ellen Bromby. Il fréquente la St Edward's School d'Oxford et le Keble College d'Oxford, où il obtient son diplôme en 1895. Sa famille a des liens étroits avec le Mouvement d'Oxford, et le clergé est considéré comme une possible carrière. Il décide à la place de travailler pour son cousin Flinders Petrie, un éminent égyptologue et pionnier des fouilles systématiques.

### Égypte
Après avoir quitté Oxford, Mace rejoint Flinders Petrie en Égypte, commençant sa carrière archéologique auprès de la Société d'exploration de l'Egypte creusant à Dendérah 1897–98, Diospolis Parva 1898–99 et Abydos 1899–1901. À partir de 1901, il travaille avec George Reisner qui creuse à Gizeh et Naga el-Deir, avant d'étudier à l'Université de Göttingen en Allemagne en 1902–03, puis de retourner en Égypte. En 1906, Mace rejoint l'équipe du Metropolitan Museum of Art à Licht, au nord de l'Égypte et en 1909 est nommé conservateur adjoint du Musée de New York, où il aide à organiser le Département égyptien du Musée. De retour en Égypte en 1912, il travaille sur la pyramide d'Amenemhat III et le tombeau de Senebtisi à Licht.
En 1915, Mace retourne en Angleterre, s'enrôlant dans le régiment de fusils d'artistes. En février 1917, il est envoyé en mission dans le Corps de Service de l'Armée en tant que 2e Lieutenant, servant au Royaume-Uni et à Gênes, en Italie.
Après avoir quitté l'armée en 1919, Mace se rend à New York pour travailler à la restauration d'artefacts de l'Égypte ancienne pour le Metropolitan Museum, avant de retourner diriger les fouilles à Licht en 1920. Il y travaille encore lorsque, en décembre 1922, le Metropolitan accepte de le confier à l'archéologue Howard Carter pour soutenir la fouille de la tombe de Toutânkhamon.

### Tombe de Toutânkhamon
En novembre 1922, Howard Carter découvre la tombe de Toutânkhamon dans la vallée des Rois près de Louxor, son contenu en grande partie intact. Compte tenu de la taille et de la portée de la tâche de catalogage et de nettoyage de la tombe, Carter demande l'aide d'Albert Lythgoe de l'équipe de fouille égyptienne du Metropolitan Museum, qui accepte volontiers le prêt d'un certain nombre de ses employés, y compris Mace.
En arrivant le 25 décembre 1922, Mace fait partie d'une petite équipe d'archéologues et d'experts expérimentés, dirigée par Carter et comprenant Alfred Lucas, Arthur Callender et le photographe Harry Burton.
Mace est devenu un expert dans la conservation des matériaux fragiles, et son rôle principal, avec Alfred Lucas, est de traiter chacun des objets trouvés, certains d'entre eux assez fragiles, y compris le nettoyage et les réparations préliminaires avant expédition au Musée égyptien du Caire. Pour entreprendre ce travail, ils établissent un laboratoire de fortune dans la tombe vide de Séthi II située à proximité de la tombe de Toutânkhamon. Les conditions dans la tombe sont exigeantes et extrêmement chaudes, Mace et Lucas travaillant de longues heures pour suivre le rythme des objets retirés de la tombe de Toutânkhamon.
En plus de son travail de conservation, Mace apporte un soutien plus large aux fouilles. Il est l'un des plus proches compagnons et confidents de Carter, co-écrit avec Carter le premier volume du récit populaire de l'excavation, Le tombeau de Tut Ankh Amen. Il aide lorsque requis dans le travail dans la tombe de Toutânkhamon, y compris en aidant Carter à enlever le linceul du corps de Toutânkhamon. Il joue un rôle important dans l'écriture des rapports et comme conseiller pendant le différend juridique de Carter avec les autorités égyptiennes, conduisant à la fermeture temporaire de la tombe en 1924.
En raison de la chaleur, les travaux sont entrepris chaque hiver. Mace travaille sur le dégagement pendant deux saisons hivernales, avant de quitter à la fois l'équipe de Carter et l'Égypte, pour des raisons de santé au printemps 1924.

### Vie privée et fin de vie
En 1907, Mace épouse Winifred Blyth, ils ont une fille, Margaret. Pendant l'excavation de Toutânkhamon, les deux ont vécu avec Mace près du site, Winifred arrivant avec son piano à queue attaché sur le dos d'un chameau.
Au cours de ses dernières années en Égypte, Mace souffre de pleurésie, qui conduit à une pneumonie. Il n'a pas pu continuer son travail et quitte l'équipe de fouille en 1924. Passant les quatre hivers suivants en Angleterre et sur la Côte d'Azur, Mace meurt le 6 avril 1928 à Haywards Heath, Sussex, sans réelle explication. Winifred et sa fille sont restés en contact avec Howard Carter, lui rendant visite dans son appartement de Kensington pendant les années 1930. En 1937, Margaret épouse l'organiste et compositeur Robin Orr.